# Pierpaolo Spollon
Pierpaolo Spollon (Padova, 10 febbraio 1989) è un attore italiano noto al grande pubblico per l'interpretazione di Marco Allevi nella serie televisiva L'allieva, Riccardo Bonvegna in Doc - Nelle tue mani, Nanni Busalla in Blanca, Emiliano Stiffi in Che Dio ci aiuti e Filippo in Odio il Natale.

## Biografia
Pierpaolo Spollon è figlio di un commissario di polizia e di un'impiegata civile dell'esercito. Frequenta il liceo scientifico nella città di Padova e tramite la scuola si avvicina al mondo del cinema prendendo parte a un provino per il film La giusta distanza del regista Carlo Mazzacurati. Non ottiene la parte, ma viene notato dal regista Alex Infascelli che lo introduce nel mondo dello spettacolo scegliendolo per la miniserie TV Nel nome del male nel ruolo del giovane Matteo Baldassi. Al compimento della maggior età si trasferisce a Roma dove lavora come cameriere e studia con Gisella Burinato e Beatrice Bracco. Nel 2014 intraprende il triennio di studi di recitazione del Centro sperimentale di cinematografia di Roma.
L'esordio cinematografico arriva nel 2010 con l'interpretazione di Stefano nel film Terraferma, di Emanuele Crialese, mentre l'esordio televisivo arriva un anno più tardi con l'entrata nel cast della serie televisiva Una grande famiglia in onda su Rai 1, dove interpreta Pierluigi Balanzoni detto Pigi.
Nel 2012 è nella 2ª stagione di Un passo dal cielo in onda su Rai 1, dove interpreta il poliziotto Claudio.
Nel 2013 recita nel film Leoni di Pietro Parolin con Neri Marcorè e Piera Degli Esposti, dove interpreta il ruolo di Martino.
Nel 2015 ritorna sullo schermo come protagonista nel film La dolce arte di esistere diretto da Pietro Reggiani. Nello stesso anno entra a far parte del cast della serie televisiva di Rai 1 L'allieva con Alessandra Mastronardi e Lino Guanciale, dove veste i panni di Marco Allevi. Due anni più tardi lavora nuovamente accanto a Lino Guanciale nella serie poliziesca-fantastica La porta rossa, trasmessa su Rai 2, nel ruolo di Filip Vesna.
Successivamente entra a far parte del cast principale della serie televisiva Doc - Nelle tue mani, in onda dal 2020 su Rai 1, nella quale interpreta il dottor Riccardo Bonvegna, affiancando Luca Argentero e Matilde Gioli. Partecipa inoltre a un'altra fiction, anche questa di Rai 1, Che Dio ci aiuti, a partire dalla sesta stagione trasmessa nel 2021, nel ruolo di Emiliano Stiffi, accanto a Elena Sofia Ricci, Francesca Chillemi, Gianmarco Saurino e Valeria Fabrizi. Veste nello stesso anno i panni dell'agente Polito in Vite in fuga, serie televisiva diretta da Luca Ribuoli.
Nel 2021 prende parte alla sua prima produzione internazionale interpretando Michelangelo Buonarroti nella fiction Leonardo con protagonista Aidan Turner. Nello stesso anno affianca Maria Chiara Giannetta e Giuseppe Zeno nella serie TV Blanca, interpretando il ruolo di Nanni Busalla.
Il 30 aprile 2024 esce Tutto non benissimo, il suo romanzo d'esordio edito da Ribalta Edizioni. A settembre è concorrente di Chi può batterci?, gioco di Rai 1.

## Vita privata
È padre di due figli, avuti dalla compagna Angela, Orlando ed Ettore.

## Filmografia

### Cinema
- Terraferma, regia di Emanuele Crialese (2010)
- La dolce arte di esistere, regia di Pietro Reggiani (2015)
- Leoni, regia di Pietro Parolin (2015)
- Che vuoi che sia, regia di Edoardo Leo (2016)
- Fatti vedere, regia di Tiziano Russo (2025)
- Come fratelli, regia di Antonio Padovan (2025)

### Televisione
- Nel nome del male, regia di Alex Infascelli – miniserie TV (2009)
- Il giovane Montalbano – serie TV, episodio 1x01 (2012)
- Un passo dal cielo 2 – serie TV, 8 episodi (2012)
- Una grande famiglia – serie TV, 12 episodi (2012-2015)
- Purché finisca bene - Un marito di troppo, regia di Luca Ribuoli – film TV (2014)
- Grand Hotel – miniserie TV, puntate 11-12 (2015)
- Il candidato - Zucca presidente – serie TV, episodio 2x05 (2015)
- Io tra 20 anni – webserie (2015)
- L'allieva – serie TV, 35 episodi (2016-2020)
- L'ispettore Coliandro – serie TV, episodio 6x06 (2017)
- La porta rossa – serie TV, 32 episodi (2017-2023)
- Vite in fuga – miniserie TV, 4 puntate (2020)
- Doc - Nelle tue mani – serie TV, 48 episodi (2020-in corso)
- Leonardo – serie TV, episodio 1x07 (2021)
- Che Dio ci aiuti – serie TV, 40 episodi (2021-2023)
- Blanca – serie TV, 12 episodi (2021-2023)
- Odio il Natale – serie TV (2023)
- Purché finisca bene – serie TV, episodio 7x01 (2024)
- Hotel Costiera – serie TV (2025)

### Cortometraggi
- Tre visi, regia di Stefano Pesce
- PGR, regia di Dario Aita e Pierpaolo Spollon
- Lo Scacciapensieri, regia di Domenico Modafferi

## Teatro
- 2019: Oltre la luna, di Andrea Pennacchi e Rossella Spiga, regia di Marco Artusi (2019)
- Quel che provo dir non so, di Pierpaolo Spollon e Matteo Monforte, regia di Mauro Lamanna (2023-in corso)

## Programmi televisivi
- Alessandro Borghese - Celebrity Chef (TV8, 2022) - concorrente
- Ballando con le stelle (Rai 1, 2023) - Ballerino per una notte
- Boomerissima (Rai 2, 2023) - concorrente
- Karaoke Night - Talenti senza vergogna (Prime Video, 2024) - concorrente
- Tutti a scuola (Rai 1, 2024) - co-conduttore
- Chi può batterci? (Rai 1, 2024) - concorrente

## Riconoscimenti
- Nastri d'argento - Grandi Serie
  - 2024 – Candidatura al Migliore attore non protagonista